# Vinpootsalamander
De vinpootsalamander, ook wel zwemvoetsalamander of draadstaartsalamander (Lissotriton helveticus) is een waterminnende salamander uit de familie echte salamanders (Salamandridae). De soort werd voor het eerst wetenschappelijk beschreven door Gregor Razumovsky in 1789. Oorspronkelijk werd de wetenschappelijke naam Lacerta helvetica gebruikt. De verouderde wetenschappelijke naam is Triturus helveticus waardoor deze vaak opduikt in de literatuur.

## Kenmerken

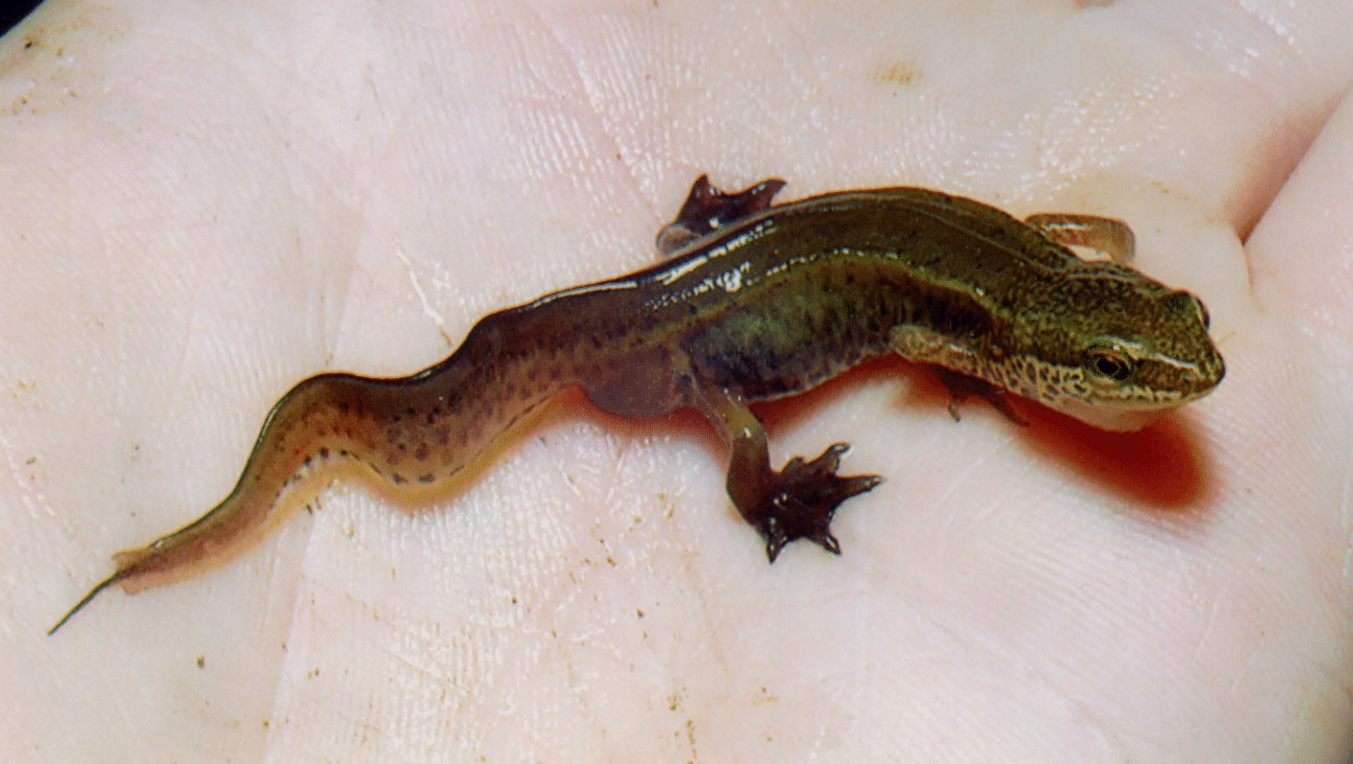
Mannetje met duidelijk herkenbare staartdraad, zwarte achterpoten en teenzomen en dorsolaterale lijsten.

De vinpootsalamander is een vrij kleine soort die een lengte bereikt van ongeveer 9 centimeter, het is hiermee de kleinste Belgische en Nederlandse salamander. De kleur van de bovenzijde is bruin tot olijfgroen, zowel donker gevlekte als niet-gevlekte exemplaren komen voor. Vooral de staart is vaak duidelijker en donkerder gevlekt. De flanken zijn lichter dan de rug en meestal geelbruin, de buik is geeloranje en de keel is meer roze van kleur. Zowel buik als keel zijn meestal ongevlekt, vlekken aan de onderzijde zijn kenmerkend voor exemplaren uit Spanje en Portugal. Boven de achterpoten is een lichte vlek aanwezig, die bij andere soorten vaak ontbreekt. Aan de bovenzijde van de enigszins langgerekte, stompe kop zijn drie lengtegroeven zichtbaar. Aan de zijkant van de kop loopt een donkere streep door het oog. De parotoïden, de gifklieren achter de ogen, zijn niet goed zichtbaar, de keelplooi tussen buik en keel aan de onderzijde meestal wel.
Het geslachtsonderscheid is vrij eenvoudig; mannetjes hebben twee duidelijk zichtbare klierlijsten aan weerszijden van de rug, waardoor ze een bijna vierkante dwarsdoorsnede hebben. Bij de vrouwtjes zijn deze veel minder ontwikkeld. Mannetjes hebben ook een sterk vergrote, donker gekleurde cloaca in vergelijking met de vrouwtjes. Daarnaast blijven ze kleiner; mannetjes bereiken zo'n 8,5 cm en de vrouwtjes kunnen tot 9,5 cm lang worden. In de waterfase is het verschil zeer duidelijk te zien; bij de mannetjes zijn de zwarte achterpoten met grote zwarte zwemvliezen duidelijk te zien, ze ontbreken bij de vrouwtjes. De zwemvliezen bestaan uit huidzomen rond de tenen. De rug van de krijgt een lage, onopvallende kam die doorloopt over de staart. De staart is oranje van kleur, de kam aan de bovenzijde is hoger dan de rugkam. Aan de onderzijde verschijnt een staartzoom die vaak een blauwe kleur heeft. Aan het einde van de staart is bij de mannetjes een tot 8 mm lange staartdraad aanwezig, die bij de vrouwtjes onooglijk klein is tot maximaal 3 mm.
In de landfase, waarin de dieren zich het grootste deel van het jaar bevinden, is de huid korreliger en droger en de kleur is donkerder. De rug- en staartkam en staartzoom zijn grotendeels verdwenen, evenals de dorsolaterale lijsten, het draad-achtige staartaanhangsel en de zwemvliezen van de mannetjes.
De larven zijn donker van kleur zijn zo'n 8 tot 12 millimeter lang als ze uit het ei kruipen. Ze bereiken een uiteindelijke lengte van 40 tot zelden 60 mm. Na de metamorfose verliezen ze de staartkam en -zoom en de kieuwen. Ze zijn dan iets kleiner; 30 tot 40 mm.

### Onderscheid met andere soorten
De mannetjes in waterfase zijn duidelijk te onderscheiden aan hun unieke lichaamskenmerken. De enige uitzondering is de Karpatensalamander, die ook een staartdraad ontwikkelt. Deze soort heeft echter een meer roodoranje buik en het verspreidingsgebied van de Karpatensalamander overlapt niet, zodat in het veld geen verwarring mogelijk is. Mannetjes buiten de paartijd zijn van andere soorten te onderscheiden door de dorsolaterale lijsten die opvallen. Met vrouwtjes en larven ligt het moeilijker; deze zijn nauwelijks te onderscheiden van de kleine watersalamander (Lissotriton vulgaris). Deze soort heeft echter vaak buikvlekken wat een belangrijk verschil is. De kamsalamander wordt met een lengte van minimaal 12 cm en maximaal 20 cm veel groter.

Andere soorten
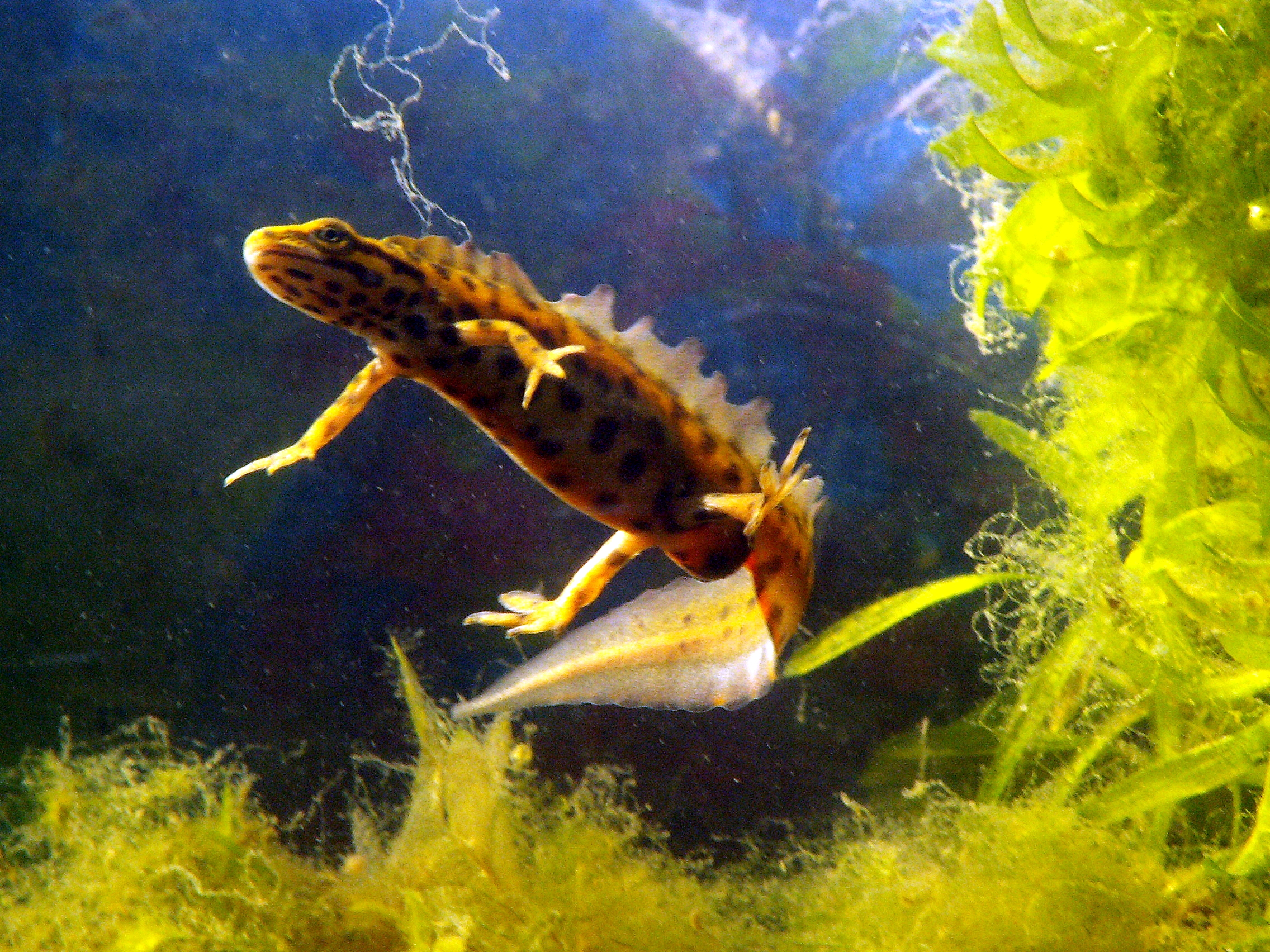
Mannetjes van de kleine watersalamander hebben een getande rugkam
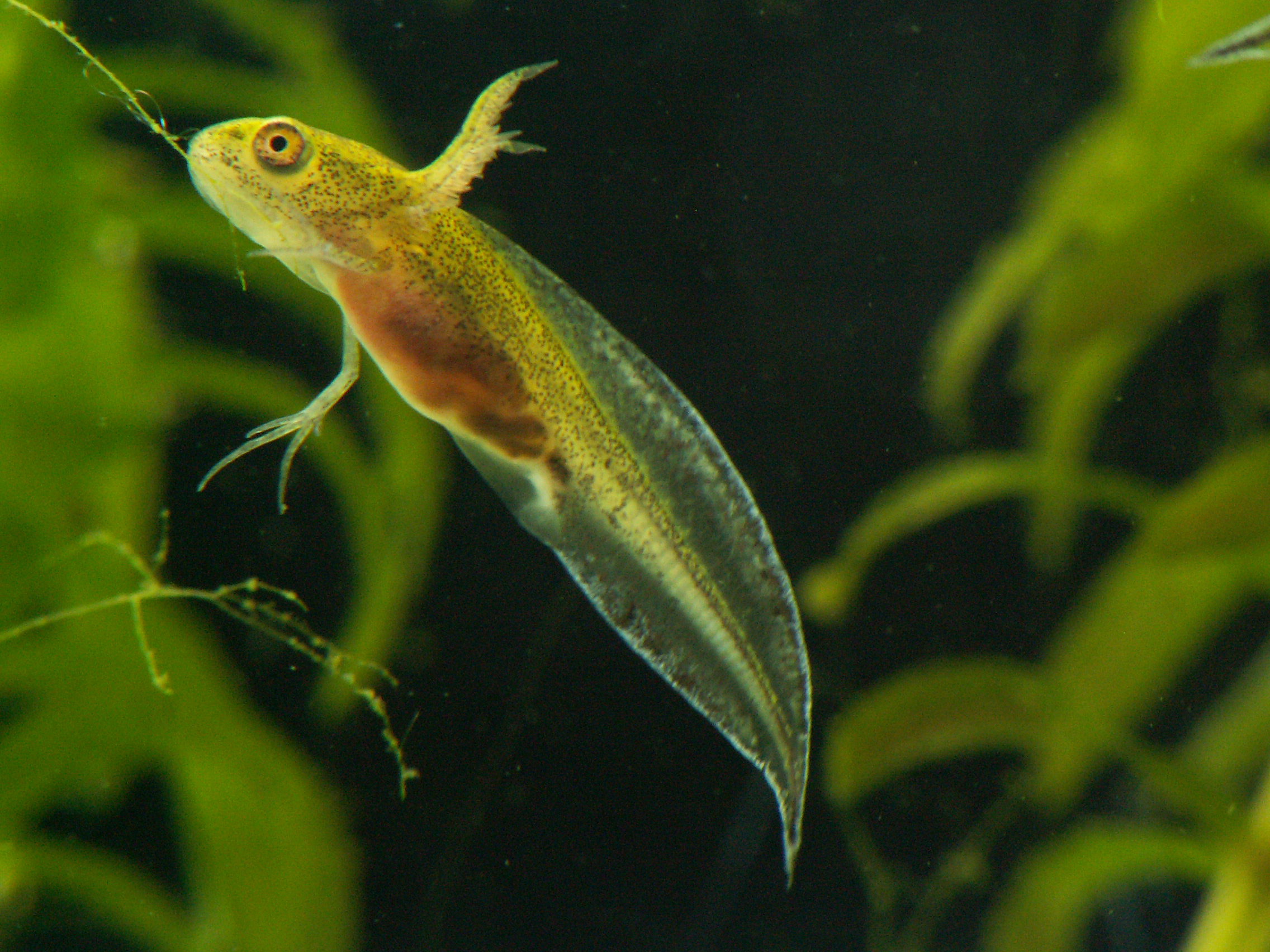
Kamsalamanders worden veel groter; de larven hebben langere vingers
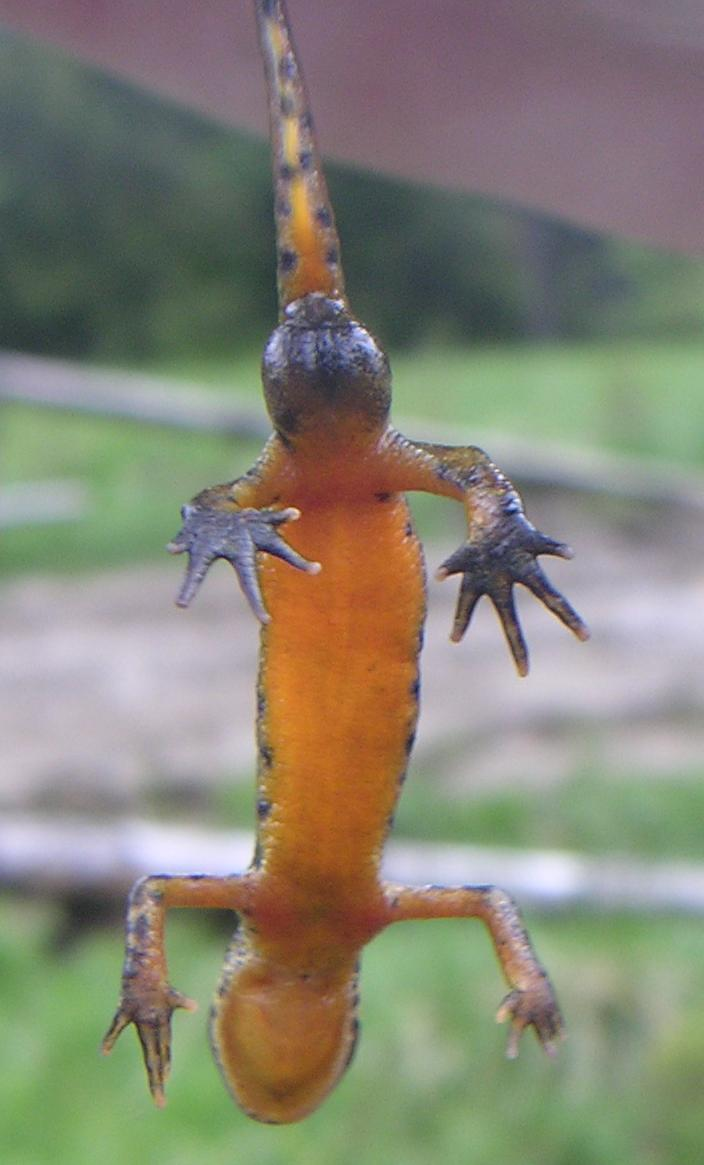
De Karpatensalamander heeft een roodoranje buik en een ander verspreidingsgebied
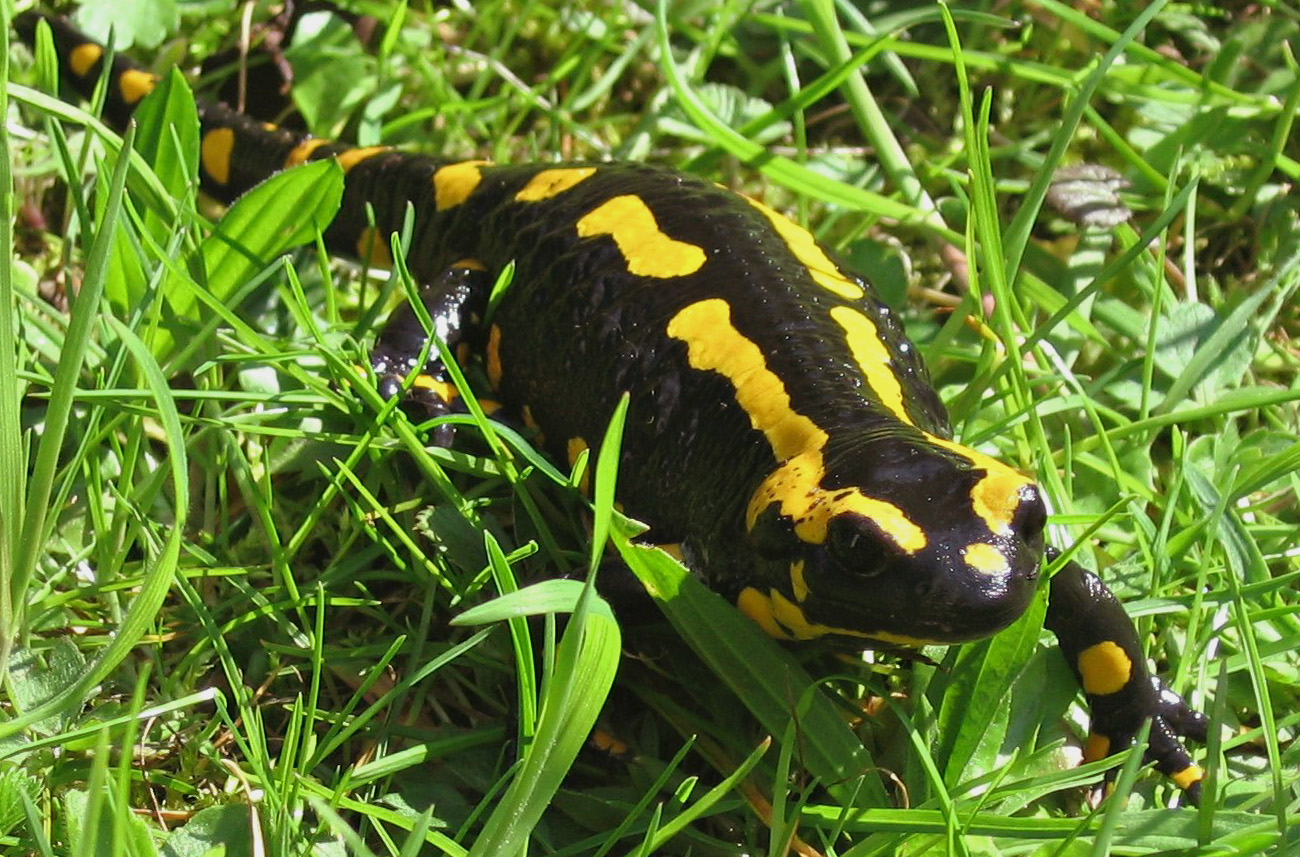
De vuursalamander is makkelijk te onderscheiden

## Verspreiding en habitat

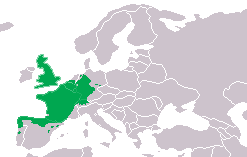
De vinpootsalamander komt voor in de landen België, Duitsland, Frankrijk, Luxemburg, Nederland, Portugal, Spanje, Tsjechië, het Verenigd Koninkrijk en Zwitserland.

De vinpootsalamander komt voor in westelijk Europa en ontbreekt in het zuiden, noorden en oosten. De meest oostelijke vindplaats is Dippoldiswalde in Duitsland. Net als de kamsalamander en de kleine watersalamander komt de soort ook voor in grote delen van Groot-Brittannië (maar niet op Ierland). Deze twee soorten ontbreken echter in het noorden van het Iberisch Schiereiland, waar de vinpootsalamander wel voorkomt.
In België is de soort vrij algemeen en komt vrijwel overal voor, in Nederland wordt het verspreidingsgebied begrensd door de Waal, alleen in Noord-Brabant en Limburg komen populaties voor. Een kleine populatie bevindt zich in het zuidwesten van Drenthe.
In Noord-Brabant komt de salamander voor in het Mast- en het Liesbos ten zuiden van Breda, een bosgebied ten westen van Tilburg, de Oude Buisse Heide bij Zundert, de Brabantse Wal en bos en heidegebieden rond Bakel en Oploo.
In Limburg komt de soort plaatselijk voor ten oosten van de Maas, in het bijzonder op de Brunssummerheide, de Meinweg en in de Schinveldse Bossen.

### Relatie met de Karpatensalamander
Interessant is de relatie met de Karpatensalamander (Lissotriton montandoni). Deze soort kent uiterlijk sterke overeenkomsten, zoals het typische draad-achtige staartaanhangsel van de mannetjes die bij andere Europese soorten niet voorkomt, en de dorsolaterale lijsten. De Karpatensalamander heeft echter geen overlappend verspreidingsgebied, de populaties die het dichtst bij die van de vinpootsalamander liggen zijn enkele honderden kilometers verwijderd. De Karpatensalamander komt in oostelijk Europa voor, het verspreidingsgebied hangt zeer nauw samen met het berggebied Karpaten.
Vermoed wordt dat de twee soorten uit één soort zijn ontstaan en dat de Karpatensalamander geografisch werd afgescheiden door een ijstijd.

### Habitat
De vinpootsalamander komt vooral voor in loofbossen in gebieden die relatief veel regenval kennen. De salamander komt voor van laagvlakten op zeeniveau tot een hoogte van 1455 meter boven zeeniveau in de Alpen en tot ongeveer 2200 meter in de Pyreneeën. De meeste exemplaren worden echter op een hoogte van 500 tot 1500 meter boven zeeniveau aangetroffen.
De vinpootsalamander heeft zich zeer goed weten aan te passen aan allerlei omstandigheden, zo wordt de soort aangetroffen in laaglanden langs de kust tot heidegebieden in de Alpen en berggebieden in de Pyreneeën. Zelfs in brakwater kan de salamander voorkomen en er is ook een grote tolerantie voor zuur water. De vinpootsalamander kan voorkomen in water met een pH van 3,7 tot 9,5 en wordt zowel in sterk begroeide tot vegetatieloze wateren aangetroffen. Zowel grotere als kleinere poelen en zelfs langzaam stromend water zijn een geschikt voortplantingsbiotoop, een modderbodem en veel waterplanten hebben de voorkeur. Meestal wordt de salamander in de voortplantingstijd aangetroffen in heldere, koele en halfbeschaduwde wateren, van vennen, vijvers, dode rivierarmen, sloten en bronnen tot met water gevulde bandensporen. De salamanders in de landfase bevinden zich meestal zo'n 100 tot 400 meter van het voortplantingswater.
In de landfase leidt de salamander een verscholen bestaan op de bodem, schuilend in de strooisellaag of onder stenen, stukken hout of holen van andere dieren, die ook worden gebruikt als schuilplaats tijdens de winterslaap.
In België is de soort redelijk algemeen en komt vrijwel overal voor. In Nederland leeft de salamander op zandgrond in bossen en heide. In Limburg komt de soort voor in bossen, het Limburgse heuvellandschap kent vele hellingbossen waar de salamander zich in langzaam stromende beekjes en plassen water voortplant. In Noord-Brabant komt de salamander vooral voor in bossen en heidegebieden, heidevennen, bosvijvers en poelen dienen als voortplantingswater

## Voortplanting
De vinpootsalamander komt omstreeks februari uit zijn winterslaap, waarna de voorjaarstrek begint naar de voortplantingswateren. Deze kan tot in mei plaatsvinden maar de meeste exemplaren zijn rond maart in het water te vinden. In Spanje en Portugal is de voortplantingsperiode afhankelijk van de hoogte waarop de salamander leeft en kan zich uitstrekken van januari tot augustus.
Er is zoals bij meer salamanders geen echte paring, het mannetje zet een spermatofoor af die door het vrouwtje wordt opgenomen in de cloaca. Hieraan voorafgaand vindt wel een balts plaats, waarbij het mannetje zijn staart tot naast het lichaam buigt en er snelle, golvende bewegingen mee maakt. Deze prikkelen het vrouwtje, ook laat het mannetje regelmatig zijn paartooi op de staart zien. Als het vrouwtje geïnteresseerd is loopt het mannetje van haar weg, het vrouwtje volgt waarna het mannetje zijn spermatofoor afzet en het vrouwtje hier overheen wandelt en het zaadpakketje opneemt.
Het vrouwtje zet haar eitjes niet in een enkele klomp of sliert af maar een voor een, in totaal ongeveer 290 - 440. De eieren worden aan de waterplanten bevestigd door ze in een blad te vouwen, de eitjes zijn ongeveer 1,3 tot 1,8 millimeter lang en niet te onderscheiden van die van de kleine watersalamander. Na ongeveer 8 tot 14 dagen is de embryonale ontwikkeling voltooid en kruipen de larven uit het ei. De larven kunnen in kleine wateren in het zuiden van het verspreidingsgebied al na zes weken metamorfoseren, vaak vindt de metamorfose later plaats tot soms in september en ook overwintering van de larven komt voor, deze verlaten het larvestadium pas in het volgende jaar.
In juni en juli verlaten de salamanders het water weer en gaan in de landfase. De pas gemetamorfoseerde juvenielen zijn na twee jaar geslachtsrijp. Van in gevangenschap gehouden salamanders is bekend dat ze een leeftijd van 12 jaar kunnen bereiken maar in de natuur wordt een dergelijke leeftijd niet bereikt.
Deze soort kan zich kruisen met de kleine watersalamander (Lissotriton vulgaris), de nakomelingen worden dan ook wel hybriden genoemd.

Afbeeldingen: voortplanting
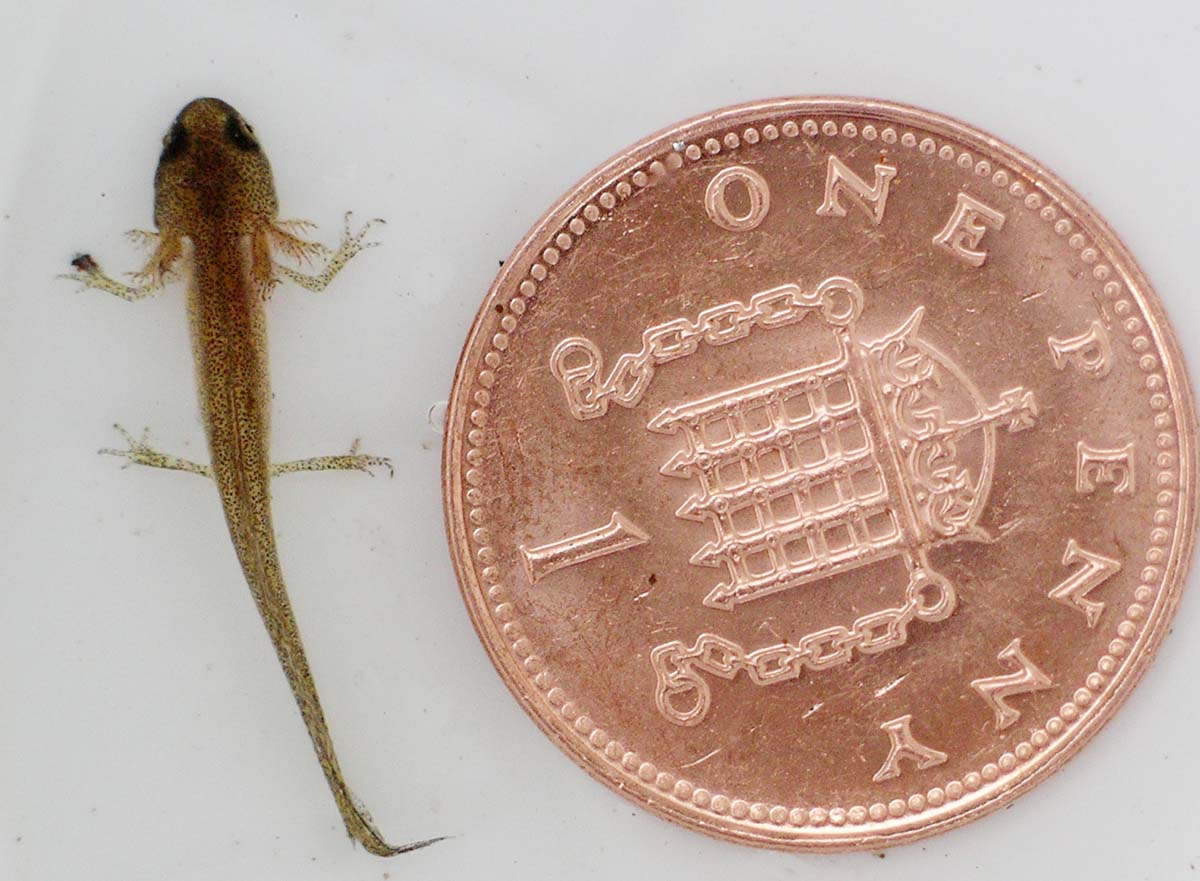
Jonge larve vergeleken met een penny.
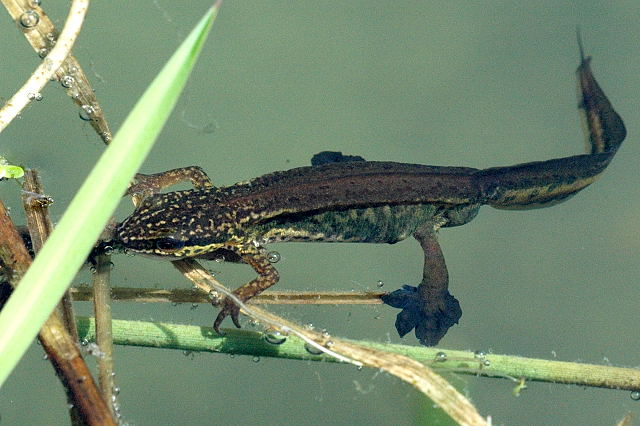
Mannetje in waterfase.
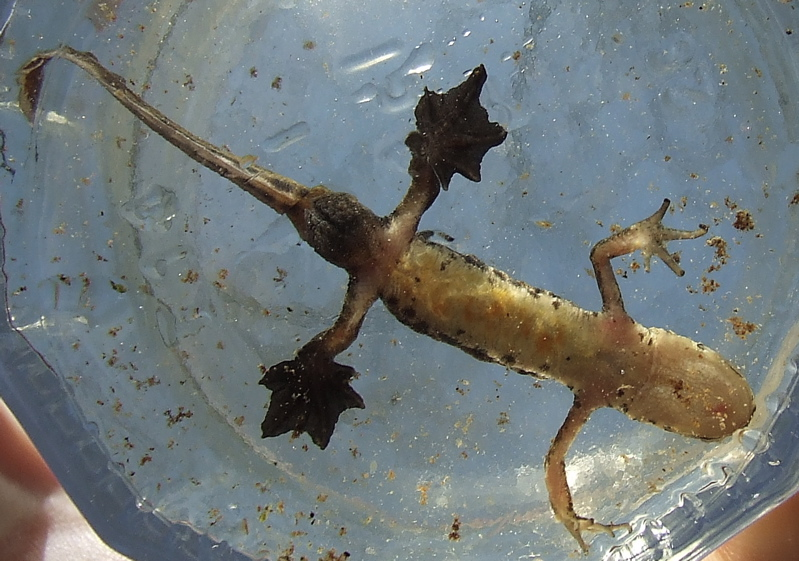
Zwemvliezen van de mannetjes in waterfase.

## Voedsel en vijanden
De vinpootsalamander leeft van kleine ongewervelden, meer specifiek vlokreeftjes, watervlooien (geslacht Daphnia) en insectenlarven zoals de in het water levende larven van steenvliegen (Plecoptera) en schietmotten (Trichoptera). De larven eten veel kleinere prooien, in het eerste stadium bestaan deze uit plankton, later gaan ze meer watervlooien en andere kleine kreeftachtigen eten. Als er te weinig voedsel is worden ze kannibalistisch.
Vijanden zijn vooral verschillende soorten vogels en grote vissen als forellen. Bij verstoring in het water wordt in de vegetatie gescholen of de bodem opgezocht. Indien een exemplaar wordt opgepakt wordt een piepend geluid geproduceerd. Net als andere salamanders scheidt de huid verschillende verbindingen af die de slijmvliezen irriteren maar de salamander is niet zo giftig als bijvoorbeeld de vuursalamander (Salamanda salamandra).

## Bedreigingen
In een deel in het noorden en oosten van het verspreidingsgebied van de vinpootsalamander gaat het goed met de soort en worden er enkele honderden exemplaren per voortplantingswater aangetroffen. In andere gebieden zijn dit er hooguit enkele tientallen.
De vinpootsalamander staat in sommige landen, zoals Nederland, binnen het verspreidingsgebied bekend als kwetsbaar; de soort gaat in aantal en verspreidingsgebied achteruit. De salamander wordt met name bedreigd door bosbouw, het asfalteren van wegen waardoor er geen bandensporen meer in ontstaan en de kweek van vissen als de forel. Andere bedreigingen zijn de verzuring van de vennen in heidegebieden en het wegverkeer bij de voorjaarstrek.
Beschermende maatregelen zijn vooral het ongemoeid laten van zowel het landverblijf als het voortplantingswater, het plaatsen van schermen langs wegen gedurende de trek en het juist plannen van werkzaamheden. In de maanden december en januari zijn de dieren in winterslaap en kan het oppervlaktewater worden bewerkt, in de lente (maart tot juni) zijn de salamanders in het water te vinden en kan het landverblijf worden aangepast.

## Afbeeldingen: Algemeen

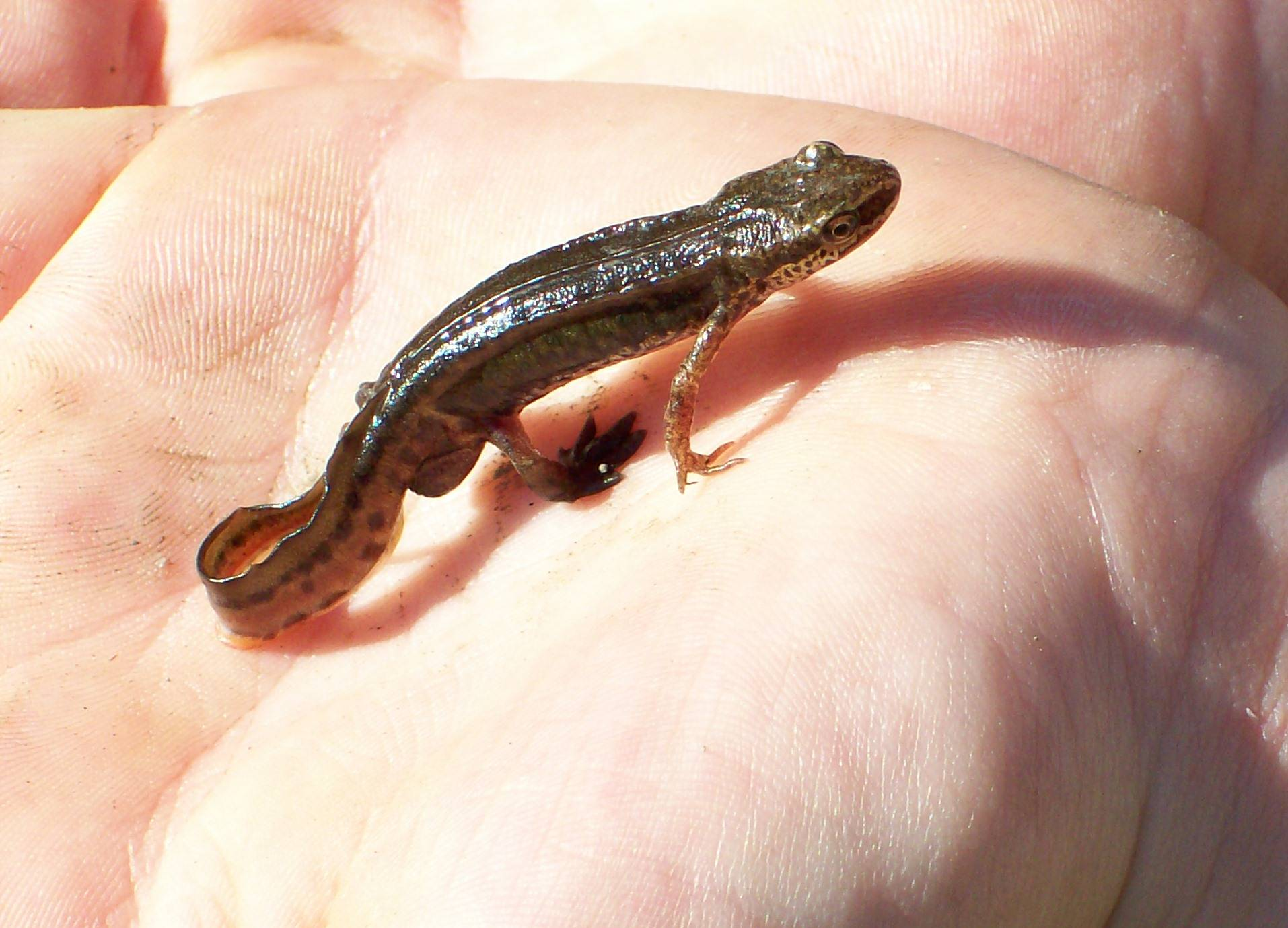
De vinpootsalamander wordt niet zo groot.
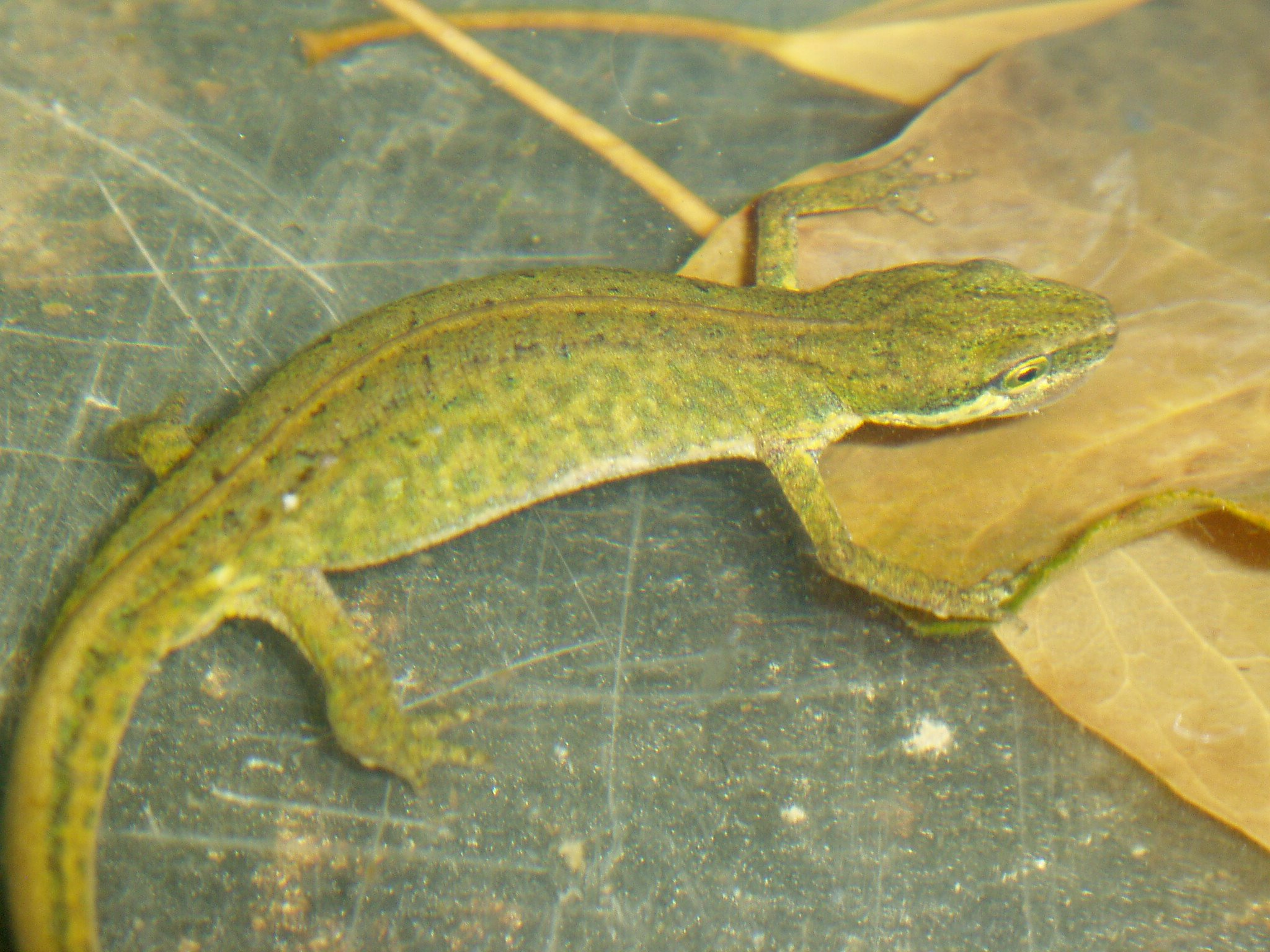
Vrouwtje in waterfase.
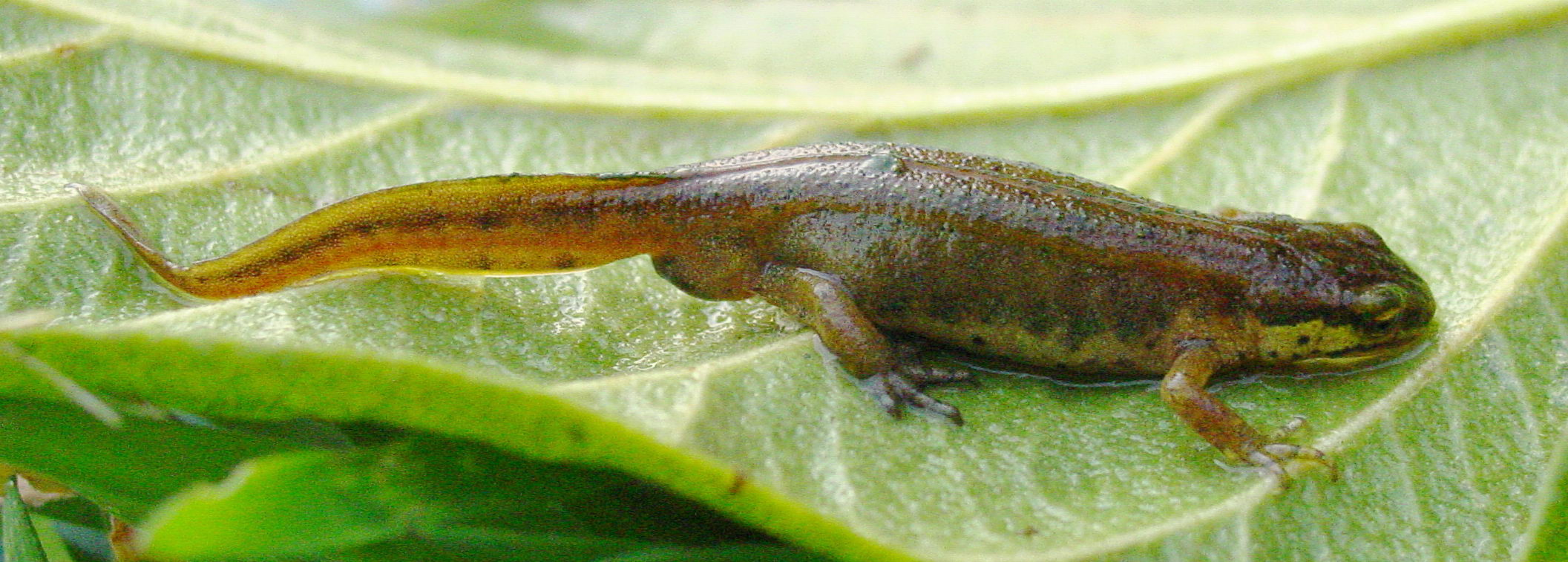
Mannetje in landfase.

## Waarnemingen in Nederland en België
- Kaarten met waarnemingen:

- België
- Nederland
- wereldwijd

- Kaart van Vlaanderen met waarnemingen